# John Barwa
John Barwa SVD (* 1. Juni 1955 in Gaibira) ist Erzbischof von Cuttack-Bhubaneswar.

## Leben
John Barwa trat der Ordensgemeinschaft der Steyler Missionare bei, legte die Profess am 14. Oktober 1984 ab und empfing am 14. April 1985 die Priesterweihe.
Papst Benedikt XVI. ernannte ihn am 4. Februar 2006 zum Koadjutorbischof von Rourkela. Der Erzbischof von Ranchi, Telesphore Placidus Kardinal Toppo, weihte ihn am 19. April desselben Jahres zum Bischof; Mitkonsekratoren waren Alphonse Bilung SVD, Bischof von Rourkela, und Raphael Cheenath SVD, Erzbischof von Cuttack-Bhubaneswar. 
Nach der Emeritierung Alphonse Bilungs SVD folgte er ihm am 2. April 2009 als Bischof von Rourkela nach. Am 11. Februar 2011 wurde er zum Erzbischof von Cuttack-Bhubaneswar ernannt.